# Karmelicka Góra
Karmelicka Góra – wzgórze o wysokości 445 m n.p.m. na Wyżynie Olkuskiej, w paśmie wzniesień o nazwie Marmurowe Wzgórza. znajduje się na północ od centrum Dębnika (działka nr 29/22) w województwie małopolskim.
Na wzgórzu znajduje się nieczynny kamieniołom Łom Karmelicki, a zaraz po jego północnej stronie dwa kamieniołomy Dębnik. Od XVII wieku wydobywano w nich czarny wapień dębnicki zwany czarnym marmurem, pochodzący z okresu dewonu środkowego. W wyrobisku kamieniołomu powstało jezioro. Kamieniołom ten nazywał się łomem karmelickim i jak pisze Julian Zinkow, „należał do największych łomów, z którego pochodziło nieomal całe wyposażenie kościoła i klasztoru karmelitów bosych w Czernej”.